# Villebadin
Villebadin foi uma comuna francesa na região administrativa da Normandia, no departamento Orne. Estendia-se por uma área de 12,93 km². Em 2010 a comuna tinha 138 habitantes (densidade: 10,7 hab./km²).
Em 1 de janeiro de 2017, passou a formar parte da nova comuna de Gouffern en Auge.